# Шабельники (Золотоніський район)
Шабе́льники —  село в Україні, в Золотоніському районі Черкаської області, входить до складу Піщанської сільської громади. Розташоване на березі Кременчуцького водосховища, поблизу річки Супій, за 28 км від районного центру — міста Золотоноші, за 15 км від залізничної станції Гладківщина та за 12 км від пристані Прохорівка. Населення 513 осіб (на 2015 рік).

## Історія
Історія села почалася  у 30-40-х роках XVII століття. На карті французького інженера Боплана назва позначена в перекрученому вигляді «Чабельнік» (Czabelnik). Село належало до Піщанської сотні спочатку Черкаського, а згодом Переяславського полку.
Назва села походить від першого поселенця — якогось Шабельника[джерело?]. Очевидно, хтось із його роду займався виготовленням шабель, був зброярем. Таке прізвище (Шабельник, Шабельниченко) досить поширене в козацьких реєстрах XVII-XVIII століть.
З 1779 року у селі церква Сави Освященного.
Станом на 1781 рік у селі був 71 двір із населенням  223 мешканця. У Шабельниках тоді проживало 2 різночинці, 2 церковники, 27 виборних козаків, 15 козаків-підпомічників, 29 посполитих і козацьких підсусідків. Як відзначено в документі того часу, землі села належали «разного звания казенным людям, казакам и владельцу секунд-майору Федору Иваненко».
Село є на мапі 1812 року.
За даними на 1859 рік у власницькому та козацькому селі Золотоніського повіту Полтавської губернії, мешкало 593 особи (284 чоловічої статі та 309 — жіночої), налічувалось 156 дворових господарств, існувала православна церква.
Станом на 1885 рік у колишньому державному та власницькому селі Піщанської волості мешкало 740 осіб, налічувалось 133 дворових господарства, існували православна церква, школа, постоялих будинок, 2 водяних і 2 вітряних млини, винокурний завод.
1889 року в селі у невеликій сільській хаті було відкрито парафіяльну школу[джерело?], 1911 року на кошти земства побудовано шкільний будинок.
За переписом 1897 року кількість мешканців зросла до 1166 осіб (597 чоловічої статі та 569 — жіночої), з яких 1147 — православної віри.
В 1910 році кількість дворів збільшилася до 269. Населення тоді склало 1484 особи. За подвірно-господарським переписом у 1910 року в селі налічувалося 212 письменних чоловіків і 29 жінок.
На території села працював колгосп «Шлях Ілліча». 1930 року організовано лікнепи. 1937 року — відкрито семирічну школу.
215 селян брали участь у радянсько-німецькій війні, з них 106 нагороджено бойовими орденами та медалями. На вшанування пам'яті про 106 загиблих у боях проти нацистів односельців встановлено обеліск Слави. 
1943 року відновилося навчання в семирічній школі. 1960 року школу реорганізовано у восьмирічну.
Після війни виник колгосп ім. Горького, який мав в користуванні 2,1 га тисячу сільськогосподарських угідь, в тому числі 1,3 тисячі га орної землі. Господарство вирощувало зернові і технічні культури (м'ята, коноплі). Працювали 2 млини, лісопильня, кузня.
Станом на 1972 рік в селі мешкало 972 чоловіка, працювали восьмирічна школа, філія музичної школи, клуб на 240 місць, бібліотека з фондом 9,2 тисячі книг, фельдшерсько-акушерський пункт, пологовий будинок, дитячі ясла, стаціонарна кіноустановка, радіовузол, ощадна каса, швейна майстерня.
У січні 1977 року колгосп було приєднано до колгоспу «Більшовик» села Дмитрівка. Наприкінці 1988 року роз'єдналися із колгоспом «Більшовик» і утворився в  Шабельниках колгосп «Зоря», який згодом було реорганізовано у СТОВ «Зоря», пізніше — СТОВ «Шабельники», з 2006 року — ТОВ «АГРО-КОЛОС-05».

## Сучасність
Сьогодні[коли?] у селі діють Шабельниківський навчально-виховний комплекс, Будинок культури на 240 місць, бібліотека, фельдшерсько-акушерський пункт, радіовузол, два приватні магазини, два магазини райСТ, відділення зв'язку.